# Volčje jagode
Volčje jagode je tretja pesniška zbirka Svetlane Makarovič. Zbirka je izšla leta 1972 pri založbi Obzorja. 

## Vsebina
Pesniško zbirko sestavlja 16 pesmi. Vse pesmi so tridelne. Naslovi pesmi so: Senca, Vešče, Mravljišče, Lunina žival, Makova luč, Črni mlinar, Žalik žena, Desetnica, Klet, Oklepnik, Melišče, Volčje jagode, Sojenice, Porcelansko mesto, Zeleni Jurij, Lov.

## Analiza
Pesnica je v tej zbirki, kot navaja Irena Novak Popov v svojem članku, "za svoj najintimnejši izraz sprejela govorico ljudske pesmi, zlasti balade." 
V pesniški zbirki se pojavljajo moški in ženski liki. Moški liki so: gospodar melišča, kačji pastir in črni mlinar. Ženski liki so: sojenice, žalik žena, utopljena prešuštnica, vešče in bela nevesta.
V pesniški zbirki so prisotne naslednje vsebine: "odtujenost, postvarelost, sovraštvo do tujega, drugačnega in spontanega, samozadovoljna, brezbrižna množica, norost, konflikt med normativno skupnostjo in posameznikom, zadušljivi in popačeni intimni odnosi med moškim in žensko, starši in otrokom, nesrečni eros in človekovo nasilje nad naravo" (Irena Novak Popov).